# Saint-Georges, Moselle
Saint-Georges là một xã trong vùng Grand Est, thuộc tỉnh Moselle, quận Sarrebourg, tổng Réchicourt-le-Château. Tọa độ địa lý của xã là 48° 39' vĩ độ bắc, 06° 55' kinh độ đông. Saint-Georges nằm trên độ cao trung bình là 310 mét trên mực nước biển, có điểm thấp nhất là 279 mét và điểm cao nhất là 351 mét. Xã có diện tích 8,1 km², dân số vào thời điểm 2004 là 202 người; mật độ dân số là 25,3 người/km².

## Thông tin nhân khẩu
| 1962 | 1968 | 1975 | 1982 | 1990 | 1999 |
| ---- | ---- | ---- | ---- | ---- | ---- |
| 232  | 254  | 210  | 225  | 233  | 216  |